# Anna Tatangelo
 (janvier 2019).
Si vous disposez d'ouvrages ou d'articles de référence ou si vous connaissez des sites web de qualité traitant du thème abordé ici, merci de compléter l'article en donnant les références utiles à sa vérifiabilité et en les liant à la section « Notes et références ».

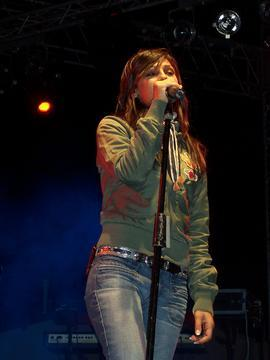
Anna Tatangelo.

Anna Tatangelo est une chanteuse italienne née le 9 janvier 1987 à Sora.

## Carrière
À 15 ans, elle remporte le prix catégorie "Jeunes" au Festival de Sanremo, en 2002 avec la chanson, "Doppiamente Fragili" (Doublement Fragiles).
Son premier album, "Attimo Per Attimo" (Moment Après Moment) sort en 2003, mais le vrai succès ne vient qu'en 2005, quand son deuxième album "Ragazza Di Periferia" (Une Fille de banlieue) parait. 
Cet album est très populaire et elle devient rapidement célèbre. Son troisième album, "Mai Dire Mai" (Ne jamais dire jamais) est sorti en 2007.
Son quatrième album, "Nel Mondo Delle Donne", est sorti en 2008.
En 2010, Anna était juge dans la quatrième édition de "X-Factor". Elle a suivi la catégorie d'une fille âgée de 16 à 24 ans. Cette expérience ne fut pas positive pour elle parce que ses filles furent éliminées dès la première émission.
Après une année d'absence, Anna Tatangelo sort "Progetto B" le 16 février 2011. Il contient 13 pistes dont un duo avec Mario Biondi intitulé l'aria che respiro (l'air que je respire). 
Le premier single choisi est  Bastardo, qu'elle a interprété la première fois lors du Festival de Sanremo le 15 février 2011. 
Cet album se veut plus rock que les précédents.
Le titre progetto B (Projet B) fait référence à ses priorités, son "projet A" étant son fils.
Elle a participé à la huitième édition de "Ballando con le stelle", l’édition italienne de "Danse avec les Stars". Elle a été classée à la deuxième place. Après cette expérience, Tatangelo fut juré dans la 63e édition de "Miss Italia" et a ensuite chanté au Mexique avec Gigi D'Alessio.

## Vie privée
En couple avec Gigi D'Alessio, ils ont un petit garçon prénommé Andrea, né le 31 mars 2010 à Rome. Mais en mars 2020, elle annonce officiellement sur instagram sa séparation.
En septembre 2020, elle commence une relation avec le rappeur Livio Cori. Relation qui prend fin en septembre 2022.
Début 2023, elle officialise sa rencontre sentimentale avec le mannequin Mattia Narducci.

## Autre
En septembre 2010, Anna intègre le jury de la version italienne d'X Factor saison 4. Ce choix a été très critiqué, certains la trouvent trop jeune et sans expérience, mais Anna prendra vite son rôle à cœur et parviendra à faire taire les critiques. 
Elle déclare en février 2011 qu'elle garde de cette émission le souvenir d'une belle expérience mais qu'elle ne retentera pas l'aventure en 2011, désirant se concentrer sur la musique.
La presse italienne la surnomme Lady Tata, en référence à Lady Gaga.
En 2012, elle participe à la huitième édition de la version italienne de Dancing with the Stars.

## Discographie

### Albums
- 2003 - Attimo x attimo
- 2005 - Ragazza di periferia
- 2007 - Mai dire mai
- 2008 - Nel Mondo Delle Donne
- 2011 -  Progetto B
- 2015 -  Liberà
- 2019 -  La fortuna sia con me (Sony Music Italia)
- 2021 -  Anna zero  (Believe Music Italia)

### Singles
- 2002 - Doppiamente fragili
- 2002 - Un nuovo bacio
- 2003 - Volere volare
- 2003 - Corri
- 2003 - Attimo x attimo
- 2004 - L'Amore piu grande che c'è
- 2005 - Ragazza di periferia
- 2005 - Quando due si lasciano
- 2005 - Qualcosa di te
- 2006 - Essere una donna
- 2006 - Colpo di fulmine
- 2007 - Averti qui
- 2007 - Lo so che finirà
- 2008 - Il mio amico duo avec le crooner américain Michael Bolton
- 2008 - Mai dire mai
- 2008 - Profummo di Mamma
- 2009 - Nel Mondo Delle Donne
- 2011 - Bastardo
- 2015 - Libera
- 2019 - La Fortuna Sia Con Me
- 2020 - Guapo feat.Geolier

## Filmographie
- 2016 - Un Natale al Sud, de Federico Marsicano: Eva